# Берег старого русла річки Обіточна
Берег старого русла р. Обіточна — ботанічний заказник місцевого значення. Об'єкт розташований на території Приморського району Запорізької області, околиця міста Приморськ.
Площа — 2 га, статус отриманий у 1982 році.